# Franciszek Pudo
Kpt. Franciszek Pudo ps. "Sokół" (ur. 9 grudnia 1909 w podskalbmierskiej wsi Topola, zm. 5 sierpnia 1944) – polski oficer.
Urodził się w chłopskiej rodzinie Wojciecha i Agnieszki Pudów, którzy poza Franciszkiem mieli jeszcze czterech synów, wszystkich żołnierzy Armii Krajowej: Józefa, Stanisława ps. "Topór", Stefana ps. "Kruk" i najmłodszego Henryka, mieszkającego obecnie w Topoli.
Franciszek Pudo do szkoły powszechnej uczęszczał w Topoli, a ukończył ją w Kazimierzy Wielkiej. Następnie w Krakowie uczęszczał do gimnazjum pijarów. Po ukończeniu gimnazjum powołany został do wojska. Oficerskie szlify zdobywał w Dywizyjnej Szkole Podchorążych Rezerwy Piechoty. Służył w 4. PP Legionów w Kielcach, a następnie jako dowódca kompanii w Junackich Hufcach Pracy przy budowie fortyfikacji w rejonie Łomży i Ostrołęki. W tym też czasie ożenił się z Zofią z Ruszczyńskich, pochodzącą z Przasnysza, która jeszcze do niedawna przyjeżdżała z Wrocławia na grób męża do Skalbmierza.
Ppor. rez. Franciszek Pudo uczestniczył w kampanii wrześniowej, a następnie wrócił do domu i zajął się pracą w gospodarstwie rodziców. Przez krótki czas pracował również w Spółdzielni Ogrodniczej w Kazimierzy Wielkiej.
Od listopada 1939 roku brał udział w tworzeniu konspiracji w Skalbmierzu, z zadaniem stworzenia placówki ruchu oporu w Topoli. W niedalekiej przyszłości został komendantem konspiracyjnej szkoły podoficerskiej w Placówce "Skowronek" (Skalbmierz). Brał udział w wielu akcjach bojowych m.in. w rozbiciu magazynu zbożowego w Skalbmierzu 6 września 1943 roku. W okresie Republiki Partyzanckiej był dowódcą wyborowego oddziału "Dominiki – Kasi", w skład którego wchodzili najlepiej wyszkoleni żołnierze skalbmierskiego podziemia. Na czele tego oddziału walczył pod Sielcem 26 lipca 1944 roku i w obronie spacyfikowanego Skalbmierza 5 sierpnia 1944 roku, gdzie poległ w pierwszej fazie bitwy.
Jego imieniem nazwano jedną z głównych ulic w Skalbmierzu.